# Викерз, Чарли
Ча́рли Ви́керз (англ. Charlie Vickers; родился 24 октября  1992, Мельбурн) — австралийский актёр. Известен по ролям в телесериалах «Медичи» и «Властелин колец: Кольца власти».

## Биография
Чарли Викерз родился в  Сент-Килде (Мельбурн, Австралия), вырос в Джелонге. Окончил Мельбурнский королевский технологический университет, после чего переехал в Лондон. В 2017 году окончил Центральную школу сценической речи и драматического искусства.
Актёрский дебют Викерза состоялся в 2018 году, когда он сыграл в телесериале «Медичи», вышедшем на платформе Netflix. В 2019 году сыграл в фильме «Палм-Бич».
С 2022 года Викерз исполняет роль Саурона в телесериале «Властелин колец: Кольца власти» от Amazon Prime Video.

## Фильмография
Фильмы
| Год  | Название         | Оригинальное название | Роль  | Примечания |
| ---- | ---------------- | --------------------- | ----- | ---------- |
| 2019 | Палм-Бич         | Palm Beach            | Дэн   | Фильм      |
| 2020 | Смерть в Шордиче | Death in Shoreditch   | Эндрю | Фильм      |

Телевидение
| Год  | Название                       | Оригинальное название                     | Роль              | Примечания |
| ---- | ------------------------------ | ----------------------------------------- | ----------------- | ---------- |
| 2018 | Медичи                         | Medici                                    | Гульельмо Пацци   | 8 эпизодов |
| 2022 | Властелин колец: Кольца власти | The Lord of the Rings: The Rings of Power | Халбранд / Саурон | 7 эпизодов |
| 2022 | Потерянные цветы Элис Харт     | The Lost Flowers of Alice Hart            | Клем Харт         | 1 эпизод   |